# Highland School (Boulder, Colorado)
Die Highland School, auch oder früher als Highland-Lawn School bekannt, ist ein Gebäude aus dem Jahr 1892 an der Ecke 9th Street und Arapahoe Avenue in Boulder, Colorado. Es war die vierte Schule, die in Boulder gebaut wurde, und wurde bis 1971 als Schule genutzt. Das Highland School Building wurde zu einem Bürogebäude umgebaut und am 18. Dezember 1978 in das National Register of Historic Places aufgenommen. Das Gebäude besteht aus rotem Ziegelstein und blondem Sandstein, der in den örtlichen Steinbrüchen abgebaut wurde.
Die Highland Shool war 1971 vom Abriss bedroht. Bürger, die sich gegen den Abriss der Schule und der nahe gelegenen Central School (Boulder, Colorado) aussprachen, gründeten Historic Boulder, Inc. um sich für den Erhalt der Schule einzusetzen.
Die Schule wurde 1890 von der Denver Firma Varian und Sterner entworfen. Sie wurde 1923 durch einen Anbau verdoppelt, der so konzipiert wurde, dass er vollständig mit dem ursprünglichen Gebäude kompatibel ist.